# Pematang Raya
Pematang Raya is een bestuurslaag in het regentschap Simalungun van de provincie Noord-Sumatra, Indonesië. Pematang Raya telt 6571 inwoners (volkstelling 2010).